# 어빙 베이컨
어빙 베이컨(영어: Irving Bacon, 1893년 9월 6일 ~ 1965년 2월 5일)은 미국의 배우, 연극 배우, 텔레비전 배우이다.

## 영화
- 시마론 상공의 습격 (1958년)
- 글렌 밀러 스토리 (1954년) - 미스터 밀러 역
- 스타 탄생 (1954년)
- 오 헨리 단편집 (1952년)
- 왈가닥 루시 (1951년)
- 히어 컴스 더 그룸 (1951년)
- 와바시 애비뉴 (1950년)
- 라이딩 하이 (1950년)
- 미스터 뮤직 (1950년)
- 이츠 어 그레이트 필링 (1949년)
- 밤에서 밤으로 (1949년)
- 위스퍼링 스미스 (1948년)
- 스테이트 오브 더 유니온 (1948년)
- 문라이징 (1948년)
- 독신남 (1947년)
- 살인광 시대 (1947년)
- 내 남동생은 말과 이야기한다 (1947년)
- 웨이크 업 앤 드림 (1946년)
- 스타 인 더 나잇 (1945년)
- 핀 업 걸 (1944년)
- 니커보커 홀리데이 (1944년)
- 캔트 헬프 싱잉 (1944년)
- 디스 이즈 더 아미 (1943년)
- 해피 고 럭키 (1943년)
- 걸 크레이지 (1943년)
- 더 어메이징 미시즈 홀리데이 (1943년)
- 허스 투 홀드 (1943년)
- 의혹의 그림자 (1943년)
- 스타 스팽글드 리듬 (1942년)
- 수줍은 독신남 (1942년)
- 비트윈 어스 걸스 (1942년)
- 영웅의 여자 (1942년)
- 브로드웨이로 간 토미 (1942년)
- 스윙 호텔 (1942년)
- 잇 스타티드 위드 이브 (1941년)
- 리멤버 더 데이 (1941년)
- 토바코 로드 (1941년)
- 존 도우를 찾아서 (1941년)
- 인간 에디슨 (1940년)
- 영 피플 (1940년)
- 릴리언 러셀 (1940년)
- 브로드웨이 멜로디 오브 1940 (1940년)
- 분노의 포도 (1940년)
- 그의 연인 프라이데이 (1940년)
- 레이디스 프럼 켄터키 (1939년)
- 세컨드 피들 (1939년)
- 허클베리 핀의 모험 (1939년)
- 바람과 함께 사라지다 (1939년)
- 스윗하츠 (1938년)
- 싱 유 시너스 (1938년)
- 기브 미 어 세일러 (1938년)
- 콜리지 스윙 (1938년)
- 익스큐시브 (1937년)
- 7번째 하늘 (1937년)
- 토퍼 (1937년)
- 스타 이즈 본 디 오리지널 (1937년)
- 싱잉 키드 (1936년)
- 리듬 온 더 레인지 (1936년)
- 빅 브로드캐스트 오브 1937 (1936년)
- 트레일 오브 더 론섬 파인 (1936년)
- 발리언트 이즈 더 워드 포 캐리 (1936년)
- 평원의 사나이 (1936년)
- 페이지 미스 글로리 (1935년) - 웨이터 역
- 프라이빗 월드 (1935년)
- 하우스 오브 미스터리 (1934년)
- 미스 페인스 베이비 (1934년)
- 행복의 추구 (1934년)
- 조지 화이트의 스캔달 (1934년)
- 하루 동안의 숙녀 (1933년)
- 빅 브로드캐스트 (1932년)
- 나는 탈옥수 (1932년)
- 허 매제스티, 러브 (1931년)
- 스트리트 오브 찬스 (1930년)